# Those Who Wish Me Dead
Those Who Wish Me Dead is een Amerikaanse westernthriller uit 2021, geregisseerd door Taylor Sheridan en geschreven door Michael Koryta, Charles Leavitt en Sheridan. De film is gebaseerd op de gelijknamige roman van Koryta. De hoofdrollen worden vertolkt door Angelina Jolie, Nicholas Hoult, Finn Little, Aidan Gillen, Medina Senghore, Tyler Perry, Jake Weber en Jon Bernthal.

## Verhaal
Hannah werkt bij de speciale eenheid van de brandweer en kan het zichzelf niet vergeven dat zij drie mannen niet heeft kunnen redden bij een brand. Totdat op een dag Hannah een 12-jarig jongetje ontmoet die op de vlucht is voor twee wraakzuchtige moordenaars.

## Rolverdeling
| Acteur          | Personage         |
| --------------- | ----------------- |
| Angelina Jolie  | Hannah Faber      |
| Finn Little     | Connor Casserly   |
| Nicholas Hoult  | Patrick Blackwell |
| Aidan Gillen    | Jack Blackwell    |
| Jon Bernthal    | Harrison          |
| Tyler Perry     | Arthur            |
| Medina Senghore | Allison           |
| Jack Weber      | Owen              |

## Productie

### Achtergrond
Angelina Jolie werd begin januari 2019 gecast voor een van de hoofdrollen. Tegelijkertijd raakte bekend dat Taylor Sheridan de film zou regisseren en mede verantwoordelijk zou zijn voor het scenario. Nicholas Hoult, Tyler Perry, Jon Bernthal en Aidan Gillen werden in april 2019 toegevoegd aan het project. De opnames gingen in juli 2019 van start in New Mexico en eindigden twee maanden later.

### Release en ontvangst
De film is op 14 mei 2021 in de Verenigde Staten gelijktijdig in de bioscoop en op HBO Max uitgebracht. In Nederland is de film op 17 juni uitgebracht.
De film kreeg gemengde kritieken van de Amerikaanse filmpers. Op Rotten Tomatoes heeft Those Who Wish Me Dead een waarde van 60% en een gemiddelde score van 5.6/10, gebaseerd op 177 recensies. Op Metacritic heeft de film een gemiddelde score van 58/100, gebaseerd op 38 recensies.